# Raffles Lighthouse
Raffles Lighthouse ist ein Leuchtturm (englisch Lighthouse) auf Pulau Satumu, einer Insel in der Straße von Singapur. Er ist seit dem 1. November 1855 in Betrieb und nach Horsburgh Lighthouse der zweitälteste Leuchtturm von Singapur.

## Pulau Satumu

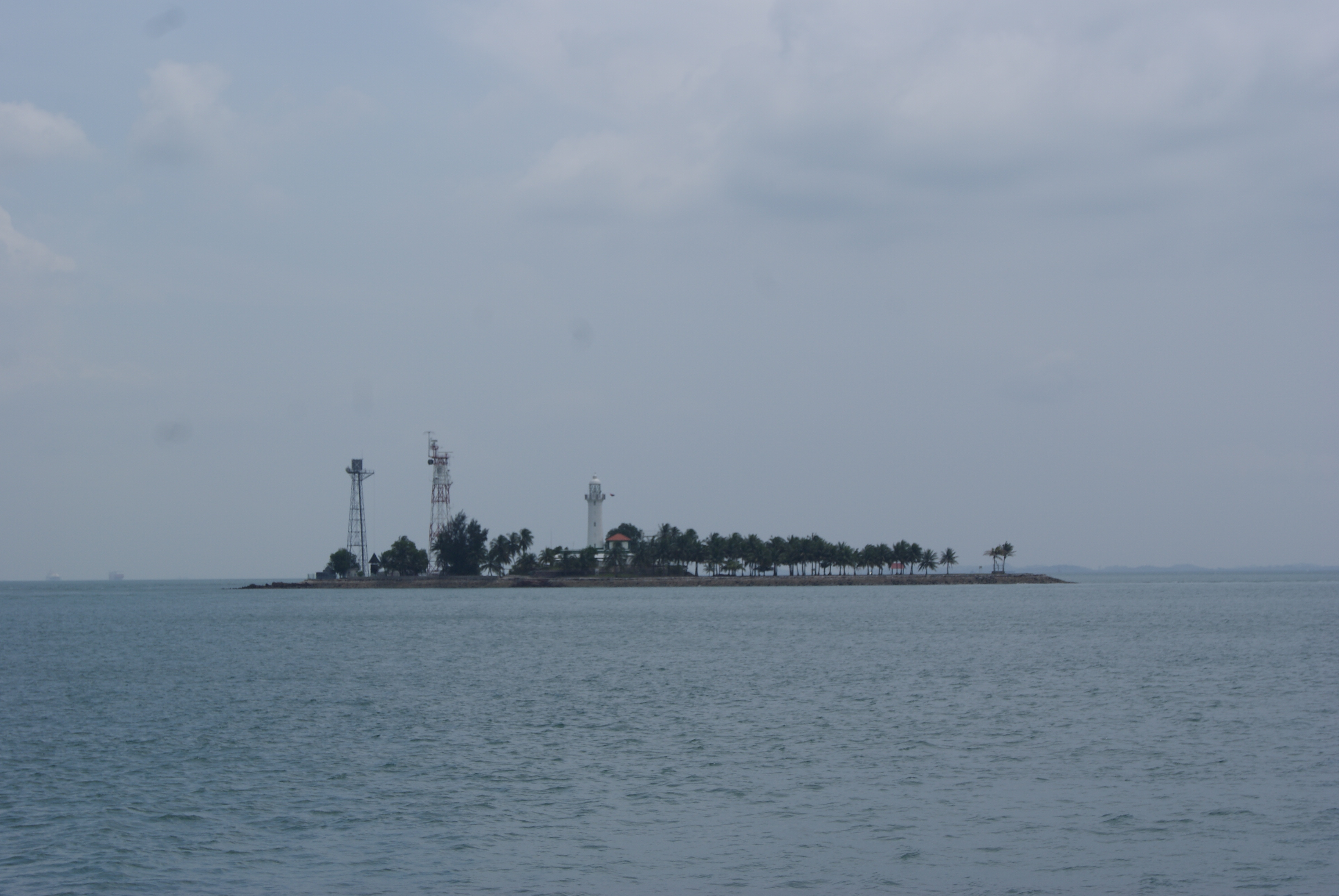
Pulau Satumu im Februar 2011

Pulau Satumu ist die südlichste von über 70 Inseln Singapurs. Während der britischen Kolonialzeit hieß sie Coney Island. Die 1,3 Hektar große Felseninsel liegt 23 Kilometer südwestlich von der Hauptinsel entfernt und ist mit dem Boot in 45–60 Minuten zu erreichen. Sie gehört der Maritime and Port Authority of Singapore und darf nur von deren Personal oder mit vorheriger schriftlicher Genehmigung betreten werden. Die intakten Riffe um die Insel sind ein begehrtes Ziel für Wissenschaftler, Angler und Sporttaucher.

## Geschichte
Die ersten Planungen für einen Leuchtturm in diesem Seegebiet gehen auf den Juli 1838 zurück. In Frage kamen damals Barn Island (heute Pulau Senang), Alligator Island (Pulau Pawai) und Coney Island (Pulau Satumu). Die Entscheidung fiel auf Coney Island, weil die kleine Insel den südlichsten Standort für einen Leuchtturm bot.
Mit dem Entwurf des Leuchtturms wurde der britische Ingenieur John Bennett beauftragt. Die Grundsteinlegung erfolgte am 24. Mai 1854, dem Geburtstag von Queen Victoria. Bei dieser Zeremonie ist das Bauwerk vom Gouverneur des Straits Settlements, William John Butterworth, nach Thomas Stamford Raffles, dem Gründer Singapurs, benannt worden.
Der 29 Meter hohe Turm und das zweigeschossige Haus für die Leuchtfeuerwärter wurden aus Granit errichtet. Für die Arbeiten sind auch indische Strafgefangene, unter anderem als Steinmetze, eingesetzt worden. Nach Abschluss der Bauarbeiten ging das Leuchtfeuer am 1. November 1855 in Betrieb.

## Funktion
Das Leuchtfeuer wurde anfangs mit einem Argandbrenner und danach mit einer Petroleumlampe erzeugt. In den 1960er Jahren wurde es mit einem eigenen Dieselgenerator elektrifiziert. Für den Betrieb waren ständig sieben Leuchtfeuerwärter auf der Insel eingesetzt. 1988 wurde das Leuchtfeuer automatisiert und auf Sonnenenergie umgestellt. Die Anzahl der Leuchtfeuerwärter konnte dadurch auf zwei Mann reduziert werden. Sie verbringen zehn Tage auf der Insel und haben danach zehn Tage frei.
Raffles Lighthouse steht an der Grenze zu einem Verkehrstrennungsgebiet und er markiert für die Richtung Straße von Malakka fahrenden Schiffe die Änderung von einem südwestlichen auf einen nordwestlichen Kurs. Die Kennung des Leuchtfeuers besteht aus einer Gruppe von drei weißen Blitzen mit einer Wiederkehr von zwanzig Sekunden (Fl(3)W.20s). Aufgrund seiner Bedeutung ist die Station zusätzlich mit einer Radarantwortbake, einem Automatic Identification System und einem Differential Global Positioning System ausgerüstet. Neben dem Leuchtturm steht ein Radarturm zur Überwachung des Schiffsverkehrs.